# Humberto Sousa Medeiros
Humberto Sousa Medeiros, portugalski rimskokatoliški duhovnik, škof in kardinal, * 6. oktober 1915, Arrifes Sao Miguel, † 17. september 1938.

## Življenjepis
15. junija 1946 je prejel duhovniško posvečenje v ZDA.
14. aprila 1966 je bil imenovan za škofa Brownsvilla; 9. junija istega leta je prejel škofovsko posvečenje.
8. septembra 1970 je bil imenovan za nadškofa Bostona.
5. marca 1973 je bil povzdignjen v kardinala in imenovan za kardinal-duhovnika S. Susanna.

## Skici
1. 1 2  SNAC — 2010.
2. 1 2  Find a Grave — 1996.
3. 1 2  Munzinger Personen